# Chrysonotomyia younusi
Chrysonotomyia younusi är en stekelart som beskrevs av Hayat och Perveen 2005. Chrysonotomyia younusi ingår i släktet Chrysonotomyia och familjen finglanssteklar. Inga underarter finns listade i Catalogue of Life.